# 1949年度の将棋界
1949年度の将棋界（1949ねんどのしょうぎかい）では、1949年（昭和24年）4月から1950年（昭和25年）3月の将棋界に関する出来事について記述する。

## できごと

### 1949年4月
- 8日 - 第8期名人戦五番勝負第2局が行われ、木村義雄前名人が勝利（塚田正夫名人 1-1 木村義雄前名人）[1]。
- 20日 - 第8期名人戦五番勝負第3局が行われ、塚田正夫名人が勝利（塚田正夫名人 2-1 木村義雄前名人）[1]。

### 1949年5月
- 11日 - 第8期名人戦五番勝負第4局が行われ、木村義雄前名人が勝利（塚田正夫名人 2-2 木村義雄前名人）[1]。
- 24日 - 第8期名人戦五番勝負第5局が行われ、木村義雄前名人が勝利し名人を奪取。3期ぶり通算6期の名人となる（塚田正夫名人 2-3 木村義雄前名人）[2]。

### 1949年6月
- 15・16日 - 第2回全日本選手権戦の対局前夜の食事会で、升田幸三八段が木村義雄名人と口論となり、名人位に関する「ゴミハエ問答」に発展。翌日の対局は升田が勝利[3]。

### 1949年7月
- 26日 - 東京都中野区に将棋会館が建設される[4]。

### 1949年8月
- 27日 - 毎日新聞との第9期名人戦の契約が決裂。新たに朝日新聞と契約。5期以上名人を保持した棋士に「永世名人」の称号を贈ることに決定[5]。
- 31日 - 全日本選手権戦がタイトル戦に昇格。九段戦として発足する[5]。

### 1949年10月
- 6日 - 萩原淳八段が第2回全日本選手権戦で優勝[6]。

### 1950年1月
- 25日 - 第9期名人戦の挑戦者決定戦1回戦が行われ、丸田祐三八段が高柳敏夫八段に勝利[7]。
- 29日 - 第9期名人戦の挑戦者決定戦2回戦が行われ、升田幸三八段が丸田祐三八段に勝利[7]。

### 1950年2月
- 12日 - 第9期名人戦の挑戦者決定戦決勝三番勝負第1局が行われ、大山康晴八段が先勝（大山康晴八段 1-0 升田幸三八段）[8]。
- 19日 - 第9期名人戦の挑戦者決定戦決勝三番勝負第2局が行われ、大山康晴八段が勝利（大山康晴八段 2-0 升田幸三八段）。木村義雄名人への挑戦権を獲得[8]。

### 1950年3月
- 21・22日 - 第9期名人戦七番勝負第1局が行われ、木村義雄名人が先勝（木村義雄名人 1-0 大山康晴八段）[9]。

## 記録

### タイトル戦
| 棋戦   | 勝者               | 開催時期    | 番勝負        | 番勝負 | 番勝負          | 備考             | 注            |
| 棋戦   | 勝者               | 開催時期    | 在位者        | 勝敗   | 挑戦者          | 備考             | 注            |
| ------ | ------------------ | ----------- | ------------- | ------ | --------------- | ---------------- | ------------- |
| 名人戦 | 第8期名人 木村義雄 | 1949年3-6月 | 塚田正夫 名人 | 2-3    | 木村義雄 前名人 | 3期ぶり(通算6期) | [ 10 ] [ 11 ] |

### その他の棋戦
| 棋戦           | 類 | 回 | 優勝者     | 決勝開催日 | 備考   | 注    |
| -------------- | -- | -- | ---------- | ---------- | ------ | ----- |
| 全日本選手権戦 |    | 2  | 萩原淳八段 | 1949年     | 初優勝 | [ 6 ] |

### 順位戦
第4期順位戦 (1949年6月 - 1950年3月)
| 次期クラス | 棋士       | 成績   |
| ---------- | ---------- | ------ |
| A級        | 高柳敏夫   | 7勝1敗 |
| A級        | 板谷四郎   | 6勝2敗 |
| A級        | 南口繁一   | 6勝2敗 |
| B級        | 花村元司   | 8勝0敗 |
| B級        | 北村秀治郎 | 7勝1敗 |
| B級        | 富沢伝助   | 5勝3敗 |
| C級1組     | 清野静男   | 8勝0敗 |
| C級1組     | 神田鎮雄   | 5勝1敗 |

| 次期クラス | 棋士     | 成績   |
| ---------- | -------- | ------ |
| B級        | 原田泰夫 | 3勝5敗 |
| B級        | 北楯修哉 | 2勝6敗 |

## 昇段・引退
| 昇段 | 棋士             | 昇段日       | 昇段理由         | 注     |
| ---- | ---------------- | ------------ | ---------------- | ------ |
| 四段 | 熊谷達人         | 1949年       | -                | [ 13 ] |
| 六段 | 下平幸男         | 1949年4月1日 | 順位戦C級1組昇級 | [ 14 ] |
| 七段 | 加藤博二         | 1949年4月1日 | 順位戦B級昇級    | [ 14 ] |
| 七段 | 山本武雄         | 1949年4月1日 | 順位戦B級昇級    | [ 14 ] |
| 七段 | 荒巻三之         | 1949年4月1日 | 順位戦B級昇級    | [ 14 ] |
| 七段 | 南口繁一         | 1949年4月1日 | 順位戦B級昇級    | [ 14 ] |
| 八段 | 五十嵐豊一       | 1949年4月1日 | 順位戦A級昇級    | [ 14 ] |
| 八段 | 高島一岐代       | 1949年4月1日 | 順位戦A級昇級    | [ 14 ] |
| 八段 | 原田泰夫         | 1949年4月1日 | 順位戦A級昇級    | [ 14 ] |
| 引退 | 棋士(引退時段位) | 引退年       | 引退理由         | 注     |
| 引退 | 土居市太郎 八段  | 1949年       | -                | [ 15 ] |
| 引退 | 渡辺東一 八段    | 1949年       | -                | [ 16 ] |
| 引退 | 加藤治郎 八段    | 1949年       | -                | [ 17 ] |
| 引退 | 奥野基芳 六段    | 1949年       | -                | [ 15 ] |